# 孙兆学
孙兆学（1962年9月—），山西稷山人，本溪钢铁专科学校露采专业毕业，中国地质大学（北京）资源产业经济专业工学博士，教授级高级工程师。 

## 生平
1983年8月进入山西铝厂任调度员，1984年7月加入中国共产党，1995年成为第一矿矿长。历任山西铝厂副厂长、厂长，2002年任中国铝业股份有限公司山西分公司总经理，之后先后任中国铝业股份有限公司副总裁、中国铝业公司副总经理。2006年，孙兆学调任中国黄金集团总经理，2012年入围CCTV中国经济年度人物。2013年10月被调回中铝，任中国铝业公司董事、总经理、党组成员。他也是第十届全国人大代表，第十二届全国政协委员。
2014年9月15日，孙兆学因涉嫌严重违纪违法被中纪委调查。落马之前，他于9月11日出席了天津的2014夏季达沃斯论坛。孙兆学已向中铝董事会递交辞呈申请，辞去公司非执行董事兼副董事长职务并停止履行相关职务。董事会认为，该辞任不影响公司正常经营。
2014年12月23日，孙兆学因利用职务上的便利为他人谋取利益，索取、收受巨额贿赂、与他人通奸，被开除党籍、给予行政开除，将其涉嫌犯罪问题及线索移送司法机关依法处理。同日最高人民检察院依法对孙兆学以涉嫌受贿罪立案侦查并采取强制措施。